# DJ bLURiX
DJ bLURiX (rodno ime 	Izidor Radmanović) je hrvatski DJ i producent.
Elektroničku glazbu sluša još od djetinjstva. Raniji pokušaji produciranja glazbe su počeli 1995., no razdoblje intenzivnog produciranja počelo je 1999. – 2000., pa traje sve do danas.
U DJ-aktima, uvijek postoji snop "dobrih starih" pjesama stvorenih od poznatih umjetnika (npr. Kraftwerk, Jean-Michel Jarre, itd.) i novije pjesme stvorene od "new-age" izvođača. Ovako bi se najjednostavnije mogao opisati Izidorov način njegovog sviranja glazbe: "Vožnja gradom..."
Izidor kao producent elektroničke glazbe obično koristi sirove zvukove u kombinaciji s blagim synthovima i akustičnom gitarom. Ishod svemu tome je nova eksperimentalna zvučna glazba s naglaskom glazbe "svakome slušljive".
Zajedno s prijateljem DJ DraCom, Izidor je 4. svibnja 2006. otvorio mrežnu izdavačku kuću Diggarama.

## Diskografija
- 2006.: Love To Dig EP
- 2006.: Ramizon EP
- 2006.: The Unity Of Three
- 2006.: Velvetine EP
- 2006.: Black Ink EP
- 2006.: What I Leave Behind
- 2007.: What I Left Behind EP
- 2007.: Tromenia EP
- 2007.: Weltjugendtag (Zero Remix)
- 2007.: Weltjugendtag Remixes EP
- 2009.: Midioker Moodswing EP
- 2009.: Paradise XXL EP
- 2010.: The Next Day EP
- 2010.: Sad Epilogue EP
- 2010.: Stage EP
- 2011.: Experiences EP
- 2011.: Koraci
- 2011.: High Roller EP

## Vanjske poveznice
- Diskografija
- DJ bLURiX na Diggarami